# 이세사키번

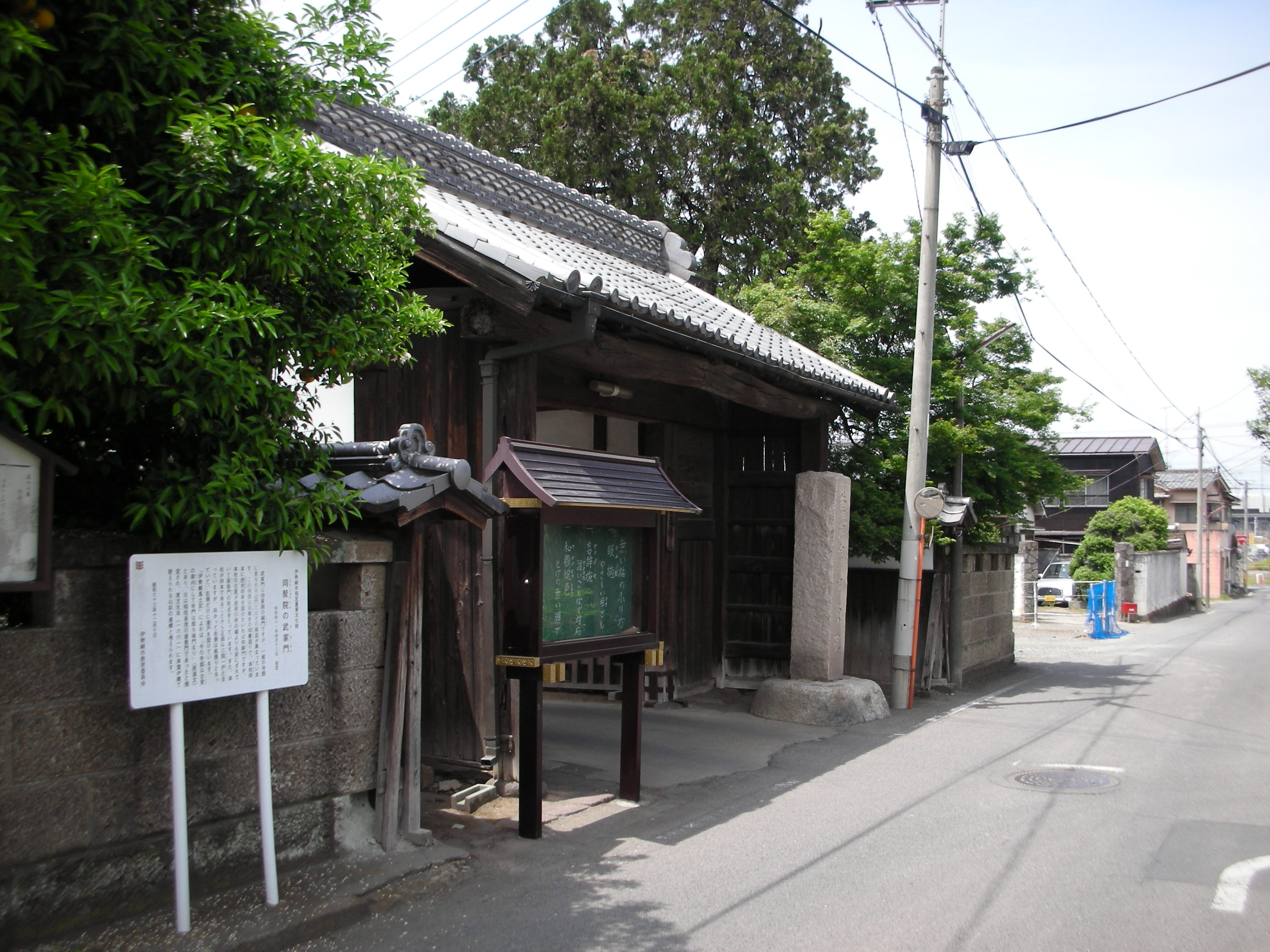
도쥬인(同聚院) (군마현 이세사키시 쿠루와쵸)의 산문으로서 이축된 이나가키씨 시대의 이세사키진야의 진야문

이세사키번(伊勢崎藩(いせさきはん))은 고즈케국 사이군 이세사키 (현재 군마현 이세사키시)의 이세사키진야에 번청을 둔 번이다.
에도시대 초기 이나가키가가 입봉한 후, 마에바시번 사카이가 (아악두가(雅楽頭家)의 소령이되어 지번이 단속적으로 존재했다. 텐나 원년 (1681년)에 사카이 타다히로가 2만석으로 들어온 이후, 폐번치현까지 사카이 가문이 9대를 거쳐 약 200년간 지속되었다. 작은 번이지만 번성한 문교정책으로 알려져, 번교뿐만 아니라 영내에는 많은 향학이 설치되었다.

## 번의 역사

### 이나가키씨의 입봉
게이쵸 6년 (1601년), 코즈케국 세타군 닛카와 (현재 키류시 니이사토쵸 닛카와)에 있던 이나가키 나가시게가 7천석의 가증을 받아 1만석의 다이묘가 되어, 이세사키로 옮긴 것이 이세사키번의 시작이다. 나가시게는 진야 건설과 마을 분할, 검지와 신덴 개발을 통해 이세사키 발전의 초석을 마련한 인물로 평가된다. 겐나 2년 (1616년), 나가시게의 아들 이나가키 시게츠나 때, 에치고국 후지이번으로 이봉되었다.
또한, 나가시게는 스스로 보리사로 건립한 텐쇼지(天増寺) (이세사키시 쇼와마치)에 묻혔다. 이나가키씨의 후손은 타국으로 전출한 후에도 텐쇼지를 보리사라 하고, 그 경내에는 이나가키씨 후대의 무덤이 있다.

### 마에바시번 사카이가와 이세사키
나와번도 참고바람.
겐나 2년 (1616년)에 이나가키씨가 다른 번으로 이동함에 따라, 이세사키령은 히데타다 담당 가로인 사카이 타다요 (마에바시번주 사카이 시게타다의 적남)의 영지에 편입되었다. 사카이가 (아악두가)의 가독은 시게타다가 물려받았기 때문에 헤야즈미료 취급을 받았지만, 그 영지는 5만 2천석이나 되었다.
타다요를 다이묘 (나와번주)로 보는 견해가 있으며, 케이쵸 14년 (1609년)에는 젠요지(善養寺)를 거처로하여 2만석의 영지를 지배했다. 겐나 2년 (1616년)에 세타군, 사이군의 2군 내에서 3만 2천석이 추가되었는데, 이 중에 이세사키령과 마키노 타다나리가 전출한 오오고번도 포함된다. 이때의 가증에 따라 타다요는 이세사키번에 5만 2천석으로 입봉했다는 견해도 있다.
이듬해인 겐나 3년 (1617년), 시게타다가 사망하자 타다요는 가독을 이어받아 기존의 소령과 아버지가 물려준 영지를 합쳐 마에바시를 거성으로 삼았다. 이에 따라 타다요는 마에바시번 8만 5천석의 번주가 되었다. (후에 12만여석까지 증가)
칸에이 14년 (1637년), 마에바시번주 사카이 타다키요 (타다요의 손자)는 동생 사카이 타다요시에게 코즈케국 (사이군, 나와군), 무사시국 중 2만 2500석을 분할해서 주었다. 이로써 마에바시번의 지번으로서 이세사키번이 성립하였다. (나와번으로 보는 설도 있다.) 칸분 2년 (1662년) 6월, 타다요시는 시나노 코모로번으로 이봉되어, 이세사키령은 다시 마에바시번령이 된다.

### 이세사키번의 확립
텐나 원년 (1681년), 마에바시번주 사카이 타다타카 (타다키요의 아들)는 동생 사카이 타다히로에게 이세사키령 2만석을 나누어주었다. 이로써 마에사키번 사카이가의 지번으로써 이세사키번이 성릷, 에도 막부 말기를 거쳐 메이지의 폐번치현 때까지 이어지게 된다. 또한, 마에바시번을 다스리던 사카이 본가는 칸엔 2년 (1749년)에 히메지번으로 이봉되었다.
번정은 초대 번주 사카이 타다히로의 시대에 확립된다. 이나가키씨 시대의 진야는 파괴되었기 때문에, 새로이 이세사키 진야를 건설했다. 그 후, 번은 재정난에 빠졌지만, 3대 번주 사카이 타다하루 시대에 행해진 번정 개혁에 의해 재건되었다. 타다하루는 안에이 4년 (1775년)에 번교 학습당을 여는 등, 문치 정책을 진행시켰다. 이후의 번주들도 문교정책을 추진하여 오돈당과 손친당 등 많은 향학교를 육성한 것으로 알려져 있다.
에도 막부 말기에는 본가인 히메지번이 좌막파였기 때문에 신정부로부터 경계를 받았지만, 8대 번주 사카이 타다츠요는 스스로 근신함으로써, 공순의 뜻을 보여주었다.
메이지 2년 (1869년) 6월, 판적봉환으로 타다츠요의 뒤를 이은 사카이 타다아키는 지번사가 되었다. 메이지 4년 (1871년)의 폐번치현으로 이세사키번은 폐번이 되어 이세사키현이 되었다. 이세사키현은 같은 해에 군마현에 편입되었고, 그 후, 쿠마가이현을 거쳐 메이지 9년 (1876년)에 군마현의 일부가 되었다.
번주 집안인 사카이가는 메이지 17년 (1884년)에 자작이 되었다.

## 역대 번주

### 이나가키가 (稲垣家)
후다이 다이묘 고쿠다카 : 1만석
1. 나가시게 (長茂) (관직명 불명)
2. 시게츠나 (重綱) (종5위하 셋츠노카미)

### 사카이가 (酒井家)
후다이 다이묘 고쿠다카 : 5만 2천석
1. 타다요 (忠世) (종4위하 아악두(雅楽頭) 시종(侍従))

후다이 다이묘 고쿠다카 : 2만 2500석
1. 다다요시 (忠能) (종5위하 휴가노카미)

후다이 다이묘 고쿠다카 : 2만석
1. 타다히로 (忠寛) (종5위하 시모츠케노카미)
2. 타다츠구 (忠告) (종5위하 시모츠케노카미)
3. 다다하루 (忠温) (종5위하 스루가노카미)
4. 다다아키라 (忠哲) (종5위하 시모츠케노카미)
5. 다다요시 (忠寧) (종5위하 시나노노카미)
6. 다다카타 (忠良) (종5위하 이가노카미)
7. 다다쓰네 (忠恒) (종5위하 시마노카미)
8. 다다쓰요 (忠強) (종5위 시모츠케노카미)
9. 다다아키 (忠彰) (종4위 시모츠케노카미)

## 에도 막부 말기의 영지
- 고즈케국
  - 사이군 중 18개 마을
  - 나와군 중 30개 마을

메이지 유신 후, 사이군 3개 마을 (구 막부령)이 추가되었다.